# Махапатра, Манмохан
Манмохан Махапатра (ория ମନମୋହନ ମହାପାତ୍ର; 10 ноября 1951, Кхурда, Одиша — 13 января 2020, Бхубанешвар) — индийский кинорежиссёр
 и кинопродюсер, снимавший фильмы на языке ория. Награждён четвёртым по высоте гражданским орденом страны Падма Шри. Восьмикратный лауреат Национальной кинопремии за лучший фильм на ория. Его работы также отмечены многими государственными наградами. Некоторые из них были показаны на Индийском МКФ и на фестивалях в США, Италии и Германии.

## Биография
Родился в 1951 году. Детство провёл в Калькутте, где посмотрел множество бенгальских фильмов.
Махапатра изучал кинопроизводство в Институте кино и телевидения в Пуне и снял свой первый короткометражный фильм Anti-Memoirs в 1975 году.
Его полнометражный режиссёрский дебют Sita Rati (досл.: «Зимняя ночь»), снятый в 1976 году, принес ему Национальную кинопремию за лучший фильм на ория.
Картина рассказывает о тщетной попытке женщины сократить классовую дистанцию в замкнутом обществе на фоне политического соперничества. Seeta Rati демонстрировался на Indian Film Fete в Париже и Монреальском кинофестивале.
Он также стал первым фильмом на ория, который был показан на индийском международном кинофестивале.
В течение следующих 18 лет Махапатра снял десять фильмов, восемь из которых выиграли Национальную кинопремию: Niraba Jhada, Klanta Aparanha, Majhi Pahacha, Nisiddha Swapna, Andha Diganta, Kichhi Smruti Kichhi Anubhuti и Bhinna Samaya.
Его вторая работа, Neeraba Jhada (досл.: «Тихая буря», 1984), повествующая о феодальной эксплуатации крестьян, которые разорены ссудами, взятыми под залог их небольших земельных владений, была показана в Пезаро и на кинофестивале в Корке.
Мохапатра снял несколько фильмов на хинди, в том числе Bits and Pieces с Нандитой Дас, Рахулом Бозе и Дией Мирзой в главных ролях.
Также снял документальные фильмы: Voices of Silence и Konrak: The Sun Temple.
Его последний фильм Bhija Matira Swarga получил шесть наград на 30-й церемонии кинопремии штата Одиша в 2018 году, в том числе за лучшую режиссуру.
Скончался 13 января 2020 года в больнице в Бхубанешваре в возрасте 69 лет. У него остались жена, три сына и дочь.